# Марк Помпей Силван Стаберий Флавиан
Вижте пояснителната страница за други личности с името Марк Помпей.
Марк Помпей Силван Стаберий Флавиан (на латински: Marcus Pompeius Silvanus Staberius Flavianus; † 83 г.) e политик и сенатор на Римската империя през 1 век и три пъти суфектконсул.

## Биография
Произлиза от фамилията Помпеи от Арелате в Нарбонска Галия. Син е на сенатора Марк Помпей Приск.
Помпей Силван първо е легат. От септември до октомври 45 г. става суфектконсул заедно с Марк Антоний Руф. От 53/54 до 55/56 г. той е проконсул на провинция Африка. През 69 г. император Галба го изпраща като легат (legatus Augusti) в Далмация.
От 71 до 73 г. е curator aquarum. През 74 г. е за втори път суфектконсул, през 83 г. е за трети път суфектконсул и умира.